# The Lonely Island
The Lonely Island er en amerikansk komedietrup bestående af Akiva Schaffer, Jorma Taccone, og Andy Samberg, som er bedst kendt for deres komiske musik. Gruppen er fra Berkeley, Californien, men de bor i New York City, hvor de arbejder på Saturday Night Live (SNL). Gruppen begyndte at lave komiske sketcher i junior high school. De udvidede deres repertoire af komiske shorts og musikparodier (både sange og videoer), og en lavede en fuld-længde pilotepisode, før Lorne Michaels fra SNL blev opmærksomme på dem. På showet har de bl.a. præsenteret "Lazy Sunday" – en bedre produceret musikvideoparodi af gruppens tidligere arbejde.  Den blev en øjeblikkelig succes på internettet, og førte til oprettelsen af tilsvarende digitale shorts som også blev vist på SNL . De Emmy-vindende "Dick in a Box", "Jizz in My Pants", "Like a Boss", "I Just Had Sex", senest "The Creep" og Grammy-nominerede "I'm on a Boat"  har efterfølgende haft stor succes både på showet og på internettet. Numrene blev efterfølgende udgivet på gruppens første album, Incredibad, .
I august 2007 havde gruppen premiere på deres første spillefilm, "Hot Rod". 

## Diskografi
- Incredibad (2009)
- Turtleneck & Chain (2011)
- The Wack Album (2013)

## References
1. ↑  Stein, Joel (2006-04-24), "Straight Outta Narnia." Time. 167 (17).
2. ↑  Grammy nominations: We're shocked! Six huge surprises | EW.com
3. ↑  Kaufman, Gil (2008-12-10). "'SNL' Star Andy Samberg Recruits T-Pain, Justin Timberlake, Norah Jones for New Album". MTV News. Arkiveret fra originalen 25. april 2010. Hentet 2008-12-13.
4. ↑  Scott, A. O. (2007-08-03). "Hot Rod (2007) Never Pick a Fight with a Washing Machine". New York Times. Hentet 2008-12-22.